# Theodor Wedén
Theodor Frits Christian Wedén (26. november 1848 i København – 5. maj 1931) var en dansk bygningsingeniør beskæftiget ved Fyr- og Vagervæsenet.
Wedén var af svensk afstamning, søn af maskinmester A.P. Wedén og hustru f. Gornitzka. Wedén var ansat ved Fyrvæsenet, fra 1894 som bygningsingeniør, hvor han lagde sit virke. Han har tegnet en del danske fyrtårne, hvoraf ét er blevet fredet.
Han var desuden kasserer for Dansk Fiskeriforening, Ridder af Dannebrog og af Sankt Olavs Orden. Han var gift med Karen født Breinholt, født på Spøttrup ved Skive og datter af godsejer N.B. Breinholt.

## Værker
- To fyrtårne på nordstranden i Dragør (1878, sammen med C.F. Grove)
- Skjoldnæs Fyr, Ærø (1881)
- Sletterhage Fyr, Helgenæs (1894)
- Ore Fyr ved Masnedsund (1895, fredet 2002)[1]